# DY3-thx12-4432
DY3-thx12-4432（ディーワイスリーティーエイチエックストゥエルブフォーフォースリーツー）は、メンバーがそれぞれ日本とイタリアで活動している遠隔型バーチャルロックバンドである。
2021年にDavide Perico（イタリア/ミラノ在住）とYoshimitsu4432（日本/東京在住、兵庫県出身)の2人によって結成された。
略称はディーワイスリー。

## 概要
イタリア在住のキーボーディスト、作曲家、プロデューサーのDavideと日本のロックギタリストでありソロアーティストのYoshimitsuが、約1万キロの距離を隔てながらリモートでデータをやりとりし、音楽、映像作品、アートワーク等全てを二人だけでセルフプロデュースするスタイルで活動している。
　コロナ禍のパンデミックで世界中のミュージシャンが活動を縮小していた2020年9月、インディペンデント音楽のポータルサイトでレビューを書いていたDavideが、サイトに上がっていたYoshimitsuの曲を偶然聞いて感銘を受け、連絡をとったことから、オンラインでのやりとりが始まった。2021年の1月には、映画音楽の作曲家としても活躍していたDavideが声をかけ、２人でアメリカの短編映画のオープニング曲を制作。World Film Carnival,SingaporeのBest Film Score-Soundtrack部門でOutstanding Achievement Awardを受賞するなど、様々な賞を獲得した。
　2021年3月に、２人の初期衝動を詰め込んで約2週間で制作した最初のEP『DY3-thx12-4432』を配信リリース。DavideがCGで制作した収録曲「Space D」と「Zero Atmospheres」のミュージックビデオは、海外の映画祭で高い評価と賞を獲得した（アンドロメダ映画祭、国際ミュージックビデオ賞、ヴェスヴィオ国際映画祭、Virgin Spring Cinefest等)。
　2022年3月に約1年の綿密なチャットでのやり取りをしながら何十ギガにも及ぶ膨大なデータの交換を経て制作したフルアルバム『Dark Planet』を配信リリース。シングルカット曲「Faith in the atom」のミュージックビデオはDavideがCGを制作、Yoshimitsuが編集を担当した。その後、音像の実験、追及をコンセプトに『Dark Planet』のサイドストーリーとして「Dark Planet Chronicles」を2週間に1曲のハイペースで7曲連続リリースした。
　2022年11月にはYoshimitsuの幼少期の記憶を基に制作したシングル「Control Shift Run」 をリリース。ハードロック的なギタースタイルでメインテーマを奏でながらも80年代のロック(The Police、XTC、U2など)や日本のビートロック的な手法も取り込み、現代的なエレクトロサウンドを融合させた。ミュージックビデオの制作はYoshimitsuが担当している。なお、Davideが監督を務める映画『Dark Planet』が2023年中に公開予定。
　2023年2月にはイタリアのメディアEurocomunicazioneが主催するEurocommunication AwardでBand Revelation賞を獲得。イタリアのコモで行われた授賞式にはDavideが参加しYoshimitsuはイタリア語でビデオレターを送り会場を沸かせた。
　2023年3月から叙情的な世界観の『Electric Serenad』の01「追憶」を発表。以後、02「独奏」03「蒼茫」04「輪転」の4作を定期的にリリース。2023年4月にはYoshimitsuが子供の頃大好きだったサイバーパンクの世界を舞台に彼の記憶を辿ったEP『Yoshimitsu access memory』をPatiotic Recordsよりリリースした。
　国籍も背景も違う２人がお互いに顔を合わすことなく、ハイスピードで楽曲制作をしていく神秘的なスタイルは、これまで、イタリアを中心にテレビ、雑誌、ラジオなどのメディアで取り上げられ話題になっている。

## メンバー
- Davide Perico（ダビデ・ペリコ） 幼少期からクラシック音楽を学び、その後サウンドエンジニアリングを学ぶ。楽器では、ピアノ、キーボード、エレクトリックベースを専門としている。映画やビデオゲームの音楽のプロデューサー、サウンドエンジニア、作曲家として30年以上の経験を持つ[19]。CG制作、映像制作、アートワークなどもマルチに行う。

- Yoshimitsu4432（ヨシミツ） 本名は粟津能光（あわづ よしみつ）[20]。ギタリスト、ソロアーティスト。ギタースタイルのルーツは70’s-90'sのハードロックだが数々のバンド活動を経て多様な音楽に影響を受けている。ギター以外の楽器の演奏、プログラミング、アートワーク、映像制作なども行う。 過去にはcamden-lock（Band）のメンバーとして、The Wildhearts等を手がけたラルフ・ジェザード氏をエンジニアに向かえロンドンにてレコーディングしたアルバムを発表。NEON GRAVITY（Band）のメンバーとして2008年のSUMMER SONIC OSAKA にも出演。その後サポートギタリストとしても活躍[6]。

## ディスコグラフィー

### シングル
|      | リリース       | タイトル                                      | 備考                                             |
| ---- | -------------- | --------------------------------------------- | ------------------------------------------------ |
| 1st  | 2022年1月20日  | Faith in the atom                             | アルバム『Dark Planet』からのシングルカット曲    |
| 2nd  | 2022年2月18日  | Scent of Just Cut Grass Will Fuck Your Brain  | アルバム『Dark Planet』からのシングルカット曲    |
| ３rd | 2022年5月23日  | Dark Planet Chronicles （Day01)               |                                                  |
| 4th  | 2022年6月6日   | Dark Planet Chronicles （Day02)               |                                                  |
| 5th  | 2022年6月20日  | Dark Planet Chronicles （Day03)               |                                                  |
| 6th  | 2022年7月4日   | Dark Planet Chronicles （Day04)               |                                                  |
| 7th  | 2022年7月18日  | Dark Planet Chronicles （Day05)               |                                                  |
| 8th  | 2022年8月12日  | Dark Planet Chronicles （Day06)               |                                                  |
| 9th  | 2022年8月26日  | Dark Planet Chronicles （Day07)               |                                                  |
| 10th | 2022年11月7日  | Control Shift Run                             | Yoshimitsu4432の子供の頃の記憶をベースに楽曲制作 |
| 11th | 2023年 1月23日 | Dark Planet Chronicles (Day0)                 |                                                  |
| 12th | 2023年2月6日   | Photodiode                                    |                                                  |
| 13th | 2023年2月20日  | Not a true statement (432Hz)                  |                                                  |
| 14th | 2023年3月7日   | 14th Electric Serenade 01.追憶                |                                                  |
| 15th | 2023年3月31日  | 16-BIT IMPACT                                 |                                                  |
| 16th | 2023年4月12日  | Ceramic Capacitor                             |                                                  |
| 17th | 2023年5月22日  | Electric Serenade 02.独奏                     |                                                  |
| 18th | 2023年6月18日  | Electric Serenade 03.蒼茫                     |                                                  |
| 19th | 2023年10月3日  | Electric Serenade 04.輪転                     |                                                  |
| 20th | 2023年12月7日  | Holographic Horizons Beyond the Sound Barrier |                                                  |
| 21st | 2023年12月22日 | upside-down city                              |                                                  |

### アルバム、EP
|              | 発売日        | タイトル                   | 備考 |
| EP           | 2021年3月11日 | DY3-thx12-4432             | 最初はDavide Perico & Yoshimitsu4432名義でリリースされたが、その後2021年5月17日にバンド名DY3-thx12-4432に変更して再リリース。 |
| フルアルバム | 2022年3月14日 | Dark Planet                | |
| EP           | 2023年4月28日 | Yoshimitsu access memory   | |
| アルバム     | 2024年4月22日 | The Best of DY3-thx12-4432 | 2021年〜2023年の活動をまとめたベストアルバム                                                                                  |
| EP           | 2024年5月20日 | Bark at two dark moons     | Yoshimitsuが影響を受けた80年代ハードロックへのオマージュを込めた作品                                                          |

### 楽曲提供
楽曲は、Davide Perico & Yoshimitsu4432名義で提供。
- 短編映画『Peters Rd』サウンドトラック（2021年）

- 短編映画『With You, I Found Me』サウンドトラック（2022年）